# Hadena albomarginata
Hadena albomarginata är en fjärilsart som beskrevs av Druce 1898. Hadena albomarginata ingår i släktet Hadena och familjen nattflyn. Inga underarter finns listade i Catalogue of Life.